# 사랑하는 혜수 언니
《사랑하는 혜수 언니》는 MBC에서 2001년 7월 6일에 방영된 베스트극장이다.

## 줄거리
혜수는 탤런트 김혜수와 동명이인이라는 이유로 항상 친구들로부터 놀림거리가 된다. 혜수는 법원에 개명 허가신청서를 내지만 이유 불충분으로 기각되자 탤런트 김혜수에게 언니의 이름을 바꿔달라는 편지를 보낸다. 어느 날 혜수는 전학 온 최진실을 만나 친해진다. 그러던 중 혜수는 우연히 진실이 부자 행세를 하기 위해 물건까지 훔친다는 사실을 알게 된다.

## 등장 인물

### 주요 인물
- 조은록 : 김혜수 역
- 이정윤 : 최진실 역

### 그 외 인물
- 여운계 : 할머니 역
- 권은아 : 엄마 역
- 정원중 : 아빠 역
- 김혜옥 : 진실 엄마 역
- 정호근 : 담임 역
- 정재환 : 필립 역
- 최지혜 : 수진 역
- 백성현 : 영석 역
- 박진용 : 철용 역
- 허장근 : 오빠 역
- 서혜운 : 교수부인 역
- 맹찬재 : 선생 1 역
- 유한나 : 영지 역

### 특별출연
- 김혜수 : 본인 역